# شارع همفرس
```
شارع همفرس
 من أهم الشوارع التجاريّة في 
بولاق الدكرور
، حيث تنتشر فيه محلات 
الملابس
 بشكل كبير من جميع المستويات حيث توجد المحلات التي تبيع الملابس 
الشعبية
 الرخيصة وهناك المحلات المتخصّصة في نوعيات خاصة وماركات عالمية ومستويات هاي كواليتي من الملابس خاصة الملابس 
الشبابية
.
```